# Моноклевая кобра
Моноклевая кобра (лат. Naja kaouthia) — ядовитая змея из семейства аспидов (Elapidae).

## Внешний вид
Длина 120—150 см. Окраска очень изменчива — от желтой и кремово-серой до чисто черной.

## Ареал
Встречается в Индии (в частности, в  Сиккиме), Камбодже, Непале, Мьянме, Таиланде, Вьетнаме и юго-западном Китае.
Предпочитает относительно влажные биотопы, придерживаясь речных пойм, рисовых чеков и т. п.

## Образ жизни
Моноклевая кобра — агрессивная и нервная змея, обладающая очень токсичным ядом.
Питается в природе мелкими млекопитающими, земноводными, птицами и рептилиями.

## Размножение
Половозрелыми моноклевые кобры становятся на 3—4-м году жизни. Брачный сезон длится с октября по январь. Беременность 55—60 дней. Количество яиц в кладке 10—35.